# Anna Rusellová, vévodkyně z Bedfordu
Anna Rusellová (1705 – 16. června 1762), rozená Lady Anna Egertonová, byla manželka Wriothesley Russella, 3. vévody z Bedfordu a po jeho smrti manželkou Williama Villierse, 3. hraběte z Jersey. Stala se tak matkou 4. hraběte z Jersey George Villierse.
Anna byla dcerou Scroopa Egertona, 1. vévody z Bridgewateru a jeho první manželky Lady Elizabeth Churchill. Annin bratr John Egerton, vikomt Brackley, zemřel ve věku 14 let v roce 1713. Následujícího roku zemřela i její matka Elizabeth a její otec se znovu oženil za Lady Rachel Russelovou, která byla o 20 let mladší než on. Z tohoto svazku vzešlo sedm dětí, tedy sedm Anniných polovičních sourozenců. Mezi nimi byli i John Egerton, 2. vévoda z Bridgewateru a Francis Egerton, 3. vévoda z Bridgewateru.
Dne 22. dubna 1725 byla Anna provdána za bratra její nevlastní matky, který se v roce 1711 stal po smrti otce vévodou z Bedfordu. Manželství nebylo příliš šťastné a nevzešlo z něj žádné dítě. Vévoda měl finanční potíže a nakonec 23. října 1732 zemřel ve věku 24 let ve Španělsku. Anna se tak stala vdovou vévodkyní a titul vévody přešel na bratra jejího manžela.
Dne 23. června 1733 se Anna znovu provdala, tentokrát za Williama Villierse, 3. hraběte z Jersey. Společně měli 2 syny:
- Vikomt Frederick William Villiers (1734–1742), zemřel jako dítě
- George Villiers, 4. hrabě z Jersey (1735–1805), zdědil titul hraběte po otci, oženil se s Frances Twysden